# Чужая планета
Чужая планета (или Миссия на чужую планету. Жизнь на Дарвине IV) (англ. Alien Planet) — научно-фантастический фильм, разработанный специально для телеканала Discovery. Фильм рассказывает о вымышленной экспедиции на неизвестную планету Дарвин IV, на которую выпускают два зонда-исследователя. Фильм был основан на книге Уэйна Дугласа Барлоу «Экспедиция», который также был исполнительным продюсером фильма. В фильме также принимали участие Стивен Хокинг, Джордж Лукас, Мичио Каку и Джек Хорнер. Фильм снимался в Исландии и на озере Моно в Калифорнии.
В сравнении с книгой, в фильме отсутствуют многие из описанных Барлоу экосистем и населяющих их видов. Также в книге содержание излагается с точки зрения человека, художника из совместной экспедиции на планету, организованной вымышленной разумной расой има (Yma) и землянами; техническая часть экспедиции обеспечивалась не землянами, а има.

## Сюжет
Фильм начинается со старта космического корабля под названием «Фон Браун». Покидая родную планету, он летит со скоростью 37 000 миль в секунду, что примерно равняется 20 % скорости света. Через 42 года после начала экспедиции корабль достигает цели — загадочной, мифической планеты Дарвин IV, которая населена живыми существами. Первый зонд-исследователь "Бальбоа" пытается приземлиться на планету, но взрывается из-за плотной атмосферы планеты, потому что он летел слишком быстро. Два других запасных зонда "Леонардо да Винчи" (по прозвищу Лео) и "Исаак Ньютон" (по прозвищу Айк) приземляются благополучно, избежав участи "Бальбоа". Оба зонда достигают 2,4 метров в высоту и 12 метров в длину. Лео должен исследовать буйную фауну, а Айк безопасную флору. Лео сразу же находит одноклеточных животных, но прямо перед ним оказывается стоял ящер со стреловидным языком размером с тираннозавра. Впоследствии они увидели гироспринтера, добычу ящера. С помощью мини-зондов дисков, они запечатлели более подробную погоню ящера за гироспринтером.
Поздно ночью зонды находят обломки Бальбоа. Потом два зонда разделяются. Айк начинает исследовать скудный лес Дарвина, где встречает древососов и хищных кинжалолапов. А Лео тем временем залетел на сухие склоны гор (был уже вечер) и встретил стадо унтов. Потом что-то испугало их, по первым подозрениям это были два сражающихся пузырчатых рогача. Но потом и их что-то испугало. Именно после того, как рогач убежал, Лео вышел из строя.
Айк тем временем, изучая флору, получает сообщение, что Лео не функционирует. Айк отправляется на его поиски и встречает гигантского мирного монстра древоносца. Через несколько дней погода меняется из засухи в дождь, и Айк поднимается выше, чтобы избежать бури. Потом Айк обнаруживает стадо литоралоп, выпуская диск, он наблюдает за ними подробнее, но появляются хищники — рапирники, протыкающие своим остриём любую кожу животного, начинают охотиться на литоралоп. Айк через десяток дней видит охоту реактивных лучников на лесоносца: миллионы иглообразных существ впиваются глубоко в кожу гиганта, впуская большую дозу нейротоксинов, тем самым убивая животное. Позже он натыкается на охоту вилорогов на стадо гироспринтеров. Айк через несколько дней натыкается на высушенное море.
И вдруг он наталкивается на желатиновое амёбное море. Пересекая его, Айк терпит бурю. Неожиданно он встречает колоссальных размеров животных: императорских морских ходоков. Достигая цели, в горах он находит Лео, но Айка чуть не атаковал рапирник. Но кто-то атаковал именно хищника и отнёс в сторону Лео. Именно тут Айк встречает разумных эосапиенсов (на стадии развития племени). Айк показывает им голографическое сообщение о координатах и расположении Земли. И тут Айк выпускает зонд-диск, чтобы убедиться в отсутствии агрессии у эосапиенсов. Трое эосапиенсов атакуют Айка и выводят из строя и его.

## Космические зонды

### Фон Браун
Космический корабль размером с ядерную подлодку (50 м). Двигаясь со скоростью чуть меньше скорости света, он достиг Дарвина IV только через 42 года после старта. Фон Браун имеет две первичные двигательные установки: Одна из них ядерно-ионная. Он также имеет искусственный интеллект компьютеров, в качестве центрального командования для миссии. Ещё он передает большой объём информации, с помощью лазерного луча при частоте 8 ГГц в X-диапазоне.

### Искусственный спутник Дарвина
Darwin Reconnaissance Orbiter (DRO) — искусственный спутник Дарвина IV, запущенный с Фон Брауна. Исследует действие Айка и Лео.

### Зонды-исследователи

#### Бальбоа
Основной зонд Фон Брауна. Назван в честь путешественника-первооткрывателя Васко Нуньеса де Бальбоа. Должен был в одиночку исследовать Дарвина IV. Но он не расправил крылья, полетел слишком быстро, и его разорвал плотный озоновый слой планеты. Лео и Айк поздно ночью находят его обломки. Его цвет красный.

#### Да Винчи (Лео)
Запасной зонд Фон Брауна. Назван в честь Леонардо да Винчи. Вместе со своим близнецом Айком исследует Дарвин IV. Он имеет разум 4-летнего ребёнка. Его задача исследовать небезопасную фауну Дарвина, из-за чего его характер любознателен и любопытен. Был повреждён эосапиансами, после чего он перестал функционировать и отключился. Айк должен был его разыскать. Его основной цвет синий.

#### Ньютон (Айк)
Запасной зонд Фон Брауна. Назван в честь Исаака Ньютона. Тоже имеет разум 4-летнего ребёнка. Его задача исследовать безопасную флору Дарвина, из-за чего его характер тревожный и пугливый. Тем не менее, он рисковал жизнью ради Лео, который был в отключке. Он увидел разнообразную фауну Дарвина и её действия. Найдя корпус Лео, он обнаруживает эосапиенсов и посылает им голографическое изображение месторасположения Земли. Но когда к нему подходят три эосапиенса, он выпускает зонд-диск, чтобы убедиться в их опасности. Из-за паники эосапиенсы начали атаковать диск и самого Айка. Есть подозрения, что Айк тоже отключился вместе с Лео, однако его судьба ещё спорная. Его основной цвет жёлтый.

## Живые существа

### Флора
Электрогриб (англ. Electrophyte) — красные грибы, очень похожие на земные. Однако есть одно большое отличие. Воспроизводя статическое электричество, они охотятся на неосторожных животных. После того как животное умирает от разряда молнии, гриб начинает поглощать труп.
Пластинокорое дерево — невысокие деревья, имеют пластинчатую кору, ствол и ветки, покрытые сучками-шипами, и чахлую зелёную листву.
Дарвинский томат — местный гриб, имеет разные формы. Некоторые похожи на красные полосатые хвощи без листьев, другие — на гигантские красные полусферы на почве или серые грибы с тонкой ножкой и шариком-шляпкой.

### Фауна
Стрелорот (англ. Arrowtongue) — гигантский, безжалостный хищник Дарвина. Размером с тираннозавра (также 12 метров в длину и 6 метров в высоту). Имеет плоскую голову, обтекаемое тело, сильные ноги и три мышечных выроста, наверняка помогающих регулировать манёвренность при беге.
Гироспринтер (англ. Gyrosprinter) — травоядное существо. Размером он больше в два раза африканской антилопы. Имея сильные ноги, он гораздо манёвреннее языкострела. Имеет два симметричных углубления на спине, а рядом два длинных выроста.
Литторалопа (англ. Litteralope) имеет чешуйчатый панцирь, а также симметричные относительно друг друга голову и хвост. Ведёт стадный образ жизни.
Ант (англ. Untha) имеют сильные ноги, но передние конечности отсутствуют. Имеет два несимметричных рога на морде. Странно что, вдыхают анты через ноздри, а выдыхают через треугольные выросты над ногами.
Пузырерог (англ. Bladderhorn) имеет два выроста, на которых есть воздушные мешки. Надувая их он запугивает соперника или хищника.
Лесоносец (англ. Groveback) — гигантское, размером с пятиэтажный дом, существо. Зарывается в землю, чтобы поглощать минеральные вещества из почвы. Маскируется под хвощеобразные дарвинские томаты. Похож на диплокаулуса.
Реактивный лучник (англ. Jetdarter) — летающие существа с иглоподобным телом. Впиваются телом в жертву и выпускают смертельную дозу нейротоксинов в тело жертвы.
Рапирник (англ. Skewer) — существо, напоминающий военный самолёт. Охотится в полёте, прокалывая жертву своим гигантским рогом и высасывая кровь.
Вилоглавы (англ. Prongheads) — существа, не имеющие задних конечностей, из-за чего передвигаются на передних. Объединяются в стаи для слаженной охоты.
Кинжальщик (англ. Daggerwrist) — хищное древесное существо. Цепляется за дерево своими невероятно цепкими когтями, из-за чего с дерева стекает сок. Нижнюю челюсть от верхней отделяет конечностеподобная мышца. Если кинжалолапу надо переместится с большой высоты на землю, то он пользуется своими перепонками между лап. Детёныши кинжалолапов проводят всё детство на спине матери.
Древосос (англ. Trunk-Sucker) — дарвинский аналог дятла. Цепляясь своими когтями на крыльях, он засовывает в дерево клюв и высасывает питательные вещества из древесины.
Амёбное море (англ. Amoebic Sea) — огромный желатиновый суперорганизм, симбиотическая матрица, занимающая 5% поверхности Дарвина IV. Большая часть моря находится на северном полушарии планеты, поэтому там часто происходят бури. Миллионы лет назад амёбы, поглотив воду в море, не позволили ей испариться, и образовали симбиотическую связь. Часто амёбы охотятся на мелких летающих животных, опускающихся близко к поверхности. Также под слоем амёб есть неизвестное море, где обитают живые организмы.
Императорский морской странник (англ. Emperor Sea Strider) — самое большое существо Дарвина IV (примерно 180 метров высотой). Большую часть жизни он проводит на территории амёбного моря, поскольку это единственное место, где он может питаться готовыми веществами: имея рты на каждой ноге, он высасывает питательные вещества из Амёбного моря. Этот вид постоянно окружают маленькие и лёгкие летающие существа - личинки этого вида, которые периодически возвращаются на взрослого ходока, чтобы восполнить запасы энергии. На одном из рисунков Барлоу показан череп умершего ходока, рядом с которым животные кажутся такими маленькими.
Эосапиен (англ. Eosapien) — разумное существо планеты. Внешне похож на медузу, имеют цилиндрическое тело, два крупных газовых пузыря в верхней части тела, большой мозг и мышечные когтистые руки. Способен парить. Их боятся практически все животные Дарвина IV, даже такие гиганты, как императорский морской ходок. В фильме показан как способный воспринимать зрительные образы, но в оригинальной книге Барлоу об этом ничего не сказано, а единственный вид с зачаточными зрительными способностями - совсем другое животное.

## Похожие фильмы
Канал National Geographic Channel снял подобный фильм «Аурелия и Голубая луна».